# استاوت ۲-ای‌تی پولمن
استاوت ۲-ای‌تی پولمن (به انگلیسی: Stout_2-AT_Pullman) یک هواگرد ملخ‌پیشین تک‌موتوره است. هواگرد استاوت ۲-ای‌تی پولمن نخستین پروازش را در ۲۳ آوریل ۱۹۲۴ میلادی انجام داد. این هواگرد در سال ۱۹۲۴ میلادی رسماً معرفی گردید. در مجموع، تعداد ۱۱ فروند از این هواگرد ساخته شده‌است.
طراح این هواگرد، William Bushnell Stout و George H. Prudden بودند.